# Shen Xue
Shen Xue (石智勇S, Shēn XuěP; Harbin, 13 novembre 1978) è un'ex pattinatrice artistica su ghiaccio cinese.
Ha gareggiato nella disciplina di coppia insieme al compagno e dal 2007 marito Zhao Hongbo.

## Carriera
Inizia a pattinare con Zhao Hongbo nel 1992. Nel 1998 i due partecipano alle Olimpiadi invernali di Nagano 1998 classificandosi quinti. Nel 1999 vincono la prima importante medaglia, arriva infatti una medaglia d'argento ai campionati mondiali di pattinaggio di figura svoltisi ad Helsinki.
Negli anni successivi la coppia sale alle ribalta mondiale vincendo cinque medaglie consecutive ai mondiali: medaglia d'argento nel 2000, bronzo nel 2001, oro nel 2002 e nel 2003 e argento nel 2004, nonché conquistando la medaglia di bronzo nel pattinaggio di figura a coppie alle Olimpiadi invernali 2002 svoltesi a Salt Lake City.
Nel frattempo vincono quattro medaglie d'oro ai giochi asiatici invernali (1996, 1999, 2003 e 2007), sempre nella disciplina a coppie, mentre nel 2006 ottengono un'altra medaglia olimpica, ancora di bronzo, alle Olimpiadi invernali 2006 di Torino. 
Nel 2010 la coppia vince la medaglia d'oro nel pattinaggio di figura a coppie alle Olimpiadi invernali 2010 di Vancouver.
La coppia si è ritirata definitivamente nel febbraio 2010, dopo aver vinto l'oro olimpico. Un primo ritiro si era verificato 2007, dopo il matrimonio, prima che i pattinatori decidessero di gareggiare per l'ultima volta nella stagione 2009-2010.

## Palmarès
| Evento                                                                              | 92–93 | 93–94 | 94–95 | 95–96 | 96–97 | 97–98 | 98–99 | 99–00 | 00–01 | 01–02 | 02–03 | 03–04 | 04–05 | 05–06 | 06–07 | 07–08 | 08–09 | 09–10 |
| ----------------------------------------------------------------------------------- | ----- | ----- | ----- | ----- | ----- | ----- | ----- | ----- | ----- | ----- | ----- | ----- | ----- | ----- | ----- | ----- | ----- | ----- |
| Giochi olimpici invernali                                                           |       |       |       |       |       | 5°    |       |       |       | 3°    |       |       |       | 3°    |       |       |       | 1°    |
| Campionati mondiali                                                                 |       | 21°   |       | 15°   | 11°   | 4°    | 2°    | 2°    | 3°    | 1°    | 1°    | 2°    | R     |       | 1°    |       |       |       |
| Campionati dei Quattro continenti                                                   |       |       |       |       |       |       | 1°    |       | 2°    |       | 1°    |       |       |       | 1°    |       |       |       |
| Giochi asiatici invernali                                                           |       |       |       | 1°    |       |       | 1°    |       |       |       | 1°    |       |       |       | 1°    |       |       |       |
| Campionati cinesi                                                                   | 1°    | 1°    | 2°    | 1°    | 1°    | 1°    | 1°    |       | 1°    | 1°    |       |       |       |       |       |       |       |       |
| GP Finale                                                                           |       |       |       |       |       | 4°    | 1°    | 1°    | 3°    | 3°    | 2°    | 1°    | 1°    |       | 1°    |       |       | 1°    |
| GP Cup of China                                                                     |       |       |       |       |       |       |       |       |       |       |       | 1°    | 1°    |       | 1°    |       |       | 1°    |
| GP Skate America                                                                    |       |       |       |       |       |       |       |       | 2°    |       |       |       |       |       |       |       |       | 1st   |
| GP NHK Trophy                                                                       |       | 6°    |       |       | 4°    | 1°    | 2°    | 4°    | 1°    | 1°    | 1°    |       |       |       | 1°    |       |       |       |
| GP Skate Canada                                                                     |       |       |       |       |       |       | 1°    |       |       |       |       | 2°    | 1°    |       |       |       |       |       |
| GP Trophée Eric Bompard                                                             |       |       |       |       | 5°    | 3°    |       |       |       |       |       |       | 1°    |       |       |       |       |       |
| GP Bofrost Cup on Ice                                                               |       |       |       |       |       |       |       | 3°    | 1°    | 1°    |       |       |       |       |       |       |       |       |
| GP Cup of Russia                                                                    |       |       |       |       |       |       | 2°    | 2°    | 2°    |       | 1°    |       |       |       |       |       |       |       |
| Universiadi                                                                         |       |       |       |       | 1°    |       |       |       |       |       |       |       |       |       |       |       |       |       |
| Goodwill Games                                                                      |       |       |       |       |       |       | 4°    |       |       |       |       |       |       |       |       |       |       |       |
| R = Ritirati Shen e Zhao non hanno gareggiato nelle stagioni 2007–2008 e 2008–2009. |       |       |       |       |       |       |       |       |       |       |       |       |       |       |       |       |       |       |